# Typosyllis botosaneanui
Typosyllis botosaneanui är en ringmaskart som beskrevs av Hartmann-Schröder 1973. Typosyllis botosaneanui ingår i släktet Typosyllis och familjen Syllidae. Inga underarter finns listade i Catalogue of Life.